# Папанэ, Александру
Александру Папанэ (рум. Alexandru Papană; 18 октября 1906, Бухарест — 17 апреля 1946, Лас-Вегас, Невада) — румынский бобслеист. Участник зимних Олимпийских игр 1932 года, чемпион мира 1933 года, серебряный призёр чемпионата мира 1934 года.

## Биография
Александру Папанэ родился 18 октября 1906 года в румынском городе Бухарест в семье генерала.
Служил пилотом Военно-воздушных сил Румынии. Участвовал в авиашоу, стремясь побить лётные рекорды. 
В юности занимался футболом, выступал за «Колчу» из Бухареста.
Выступал в соревнованиях по бобслею за «Аэронавтику». В 1928 году вместе с Александру Ионеску стал первым чемпионом Румынии по бобслею в соревнованиях двоек. В 1935 году завоевал две золотых медали — в соревнованиях двоек с Думитру Хубертом и в соревнованиях четвёрок.
В 1932 году вошёл в состав сборной Румынии на зимних Олимпийских играх в Лейк-Плэсиде. В соревнованиях двоек вместе с Думитру Хубертом занял 4-е место, показав по сумме четырёх заездов результат 8 минут 32,47 секунды и уступив 17,73 секунды завоевавшим золото Хуберту Стевенсу и Кёртису Стевенсу из США. В соревнованиях четвёрок команда Румынии, за которую также выступали Александру Ионеску, Улисе Петреску и Думитру Хуберт, заняла предпоследнее, 6-е место при шести выбывших экипажах, показав по сумме четырёх заездов результат 8 минут 24,22 секунды и уступив 30,54 секунды завоевавшей золото первой команде США. Из-за отсутствия государственного финансирования румыны катались на устаревшем деревянном бобе без специальной экипировки и шлемов.
Дважды выигрывал медали чемпионатов мира в соревнованиях двоек вместе с Думитру Хубертом — золото в 1933 году в Шрайберхау, бронзу в 1934 году в Энгельберге.
Был одним из первых лётчиков Румынии, которые занялись планеризмом. В 1936 году участвовал в демонстрационных полётах на дельтаплане на летних Олимпийских играх в Берлине, где занял 12-е место.
Впоследствии перебрался в США, где сначала участвовал в авиашоу, а затем работал лётчиком-испытателем.
Покончил с собой 17 апреля 1946 года, приняв яд. Тело Папанэ нашли в машине в 27 км к югу от американского города Лас-Вегас в Неваде. В предсмертной записке он попросил развеять его прах с самолёта.

## Семья
Был дважды женат. Первая жена Дина умерла 5 сентября 1938 года при родах. Вторая жена — Джин Хакер, с которой они сочетались браком в Беверли-Хиллз 30 апреля 1945 года.